# Wilaya

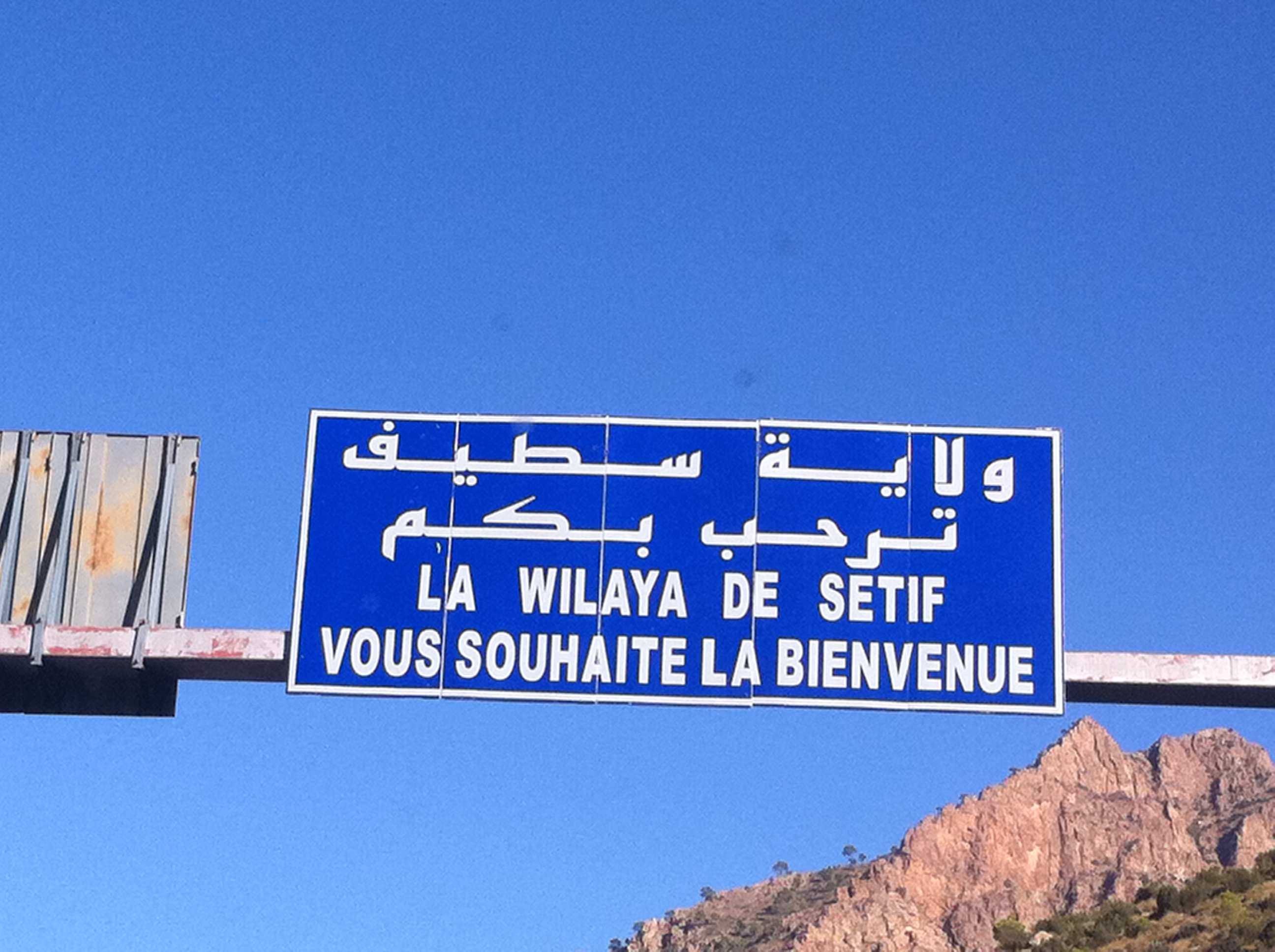
Panneau indiquant l'entrée dans la wilaya de Sétif, en Algérie.

Une wilaya, ou parfois willaya (de l'arabe ولاية, wilāya, au pluriel ولايات, wilāyāt) est une division administrative territoriale présente dans plusieurs pays de langue arabe. 
Cette entité varie en prérogatives et en superficie selon les États. Elle correspond étymologiquement au gouvernorat (la wilaya étant la subdivision dirigée par un wali).
Le mot est aussi employé en arabe moderne pour désigner des « États fédérés », par exemple, les États-Unis d'Amérique (en arabe : الوِلَايَات المُتَّحِدَة الأَمرِيكِيَّة, al-wilāyāt al-muttaḥida al-amrīkiyya).

## Histoire
Pouvoir souverain en général dans certains pays musulmans, et pouvoir du wali, en particulier, puis région ou circonscription où ce pouvoir s’exerçait.
Du temps des Mamelouks en Égypte et en Syrie médiévales, la wilaya était la plus petite circonscription administrative, alors qu’en Perse musulmane ce mot s’appliquait aux provinces de taille moyenne. À partir de 1864, l'Empire ottoman a utilisé ce terme turquisé en vilayet pour désigner des régions administratives beaucoup plus vastes : vilayets de Mossoul, de Beyrouth, de Bagdad, de Salonique par exemple.
Ces divisions étaient placées sous l’autorité de beylerbey, puis de wali. Les vilayets ont existé jusque récemment dans la Turquie moderne.

## Pays concernés
Outre l'Algérie,  et la Tunisie, traités à part, les pays suivants possèdent des wilayat :
- Afghanistan : composé de 34 velayat - voir l'article provinces d'Afghanistan
- Algérie : le pays est divisé en 58 wilayas - voir l'article wilayas d'Algérie
- Indonésie
- Malaisie : la fédération de Malaisie est partagée en 13 negeri (États) et 3 wilayah persekutuan (districts fédéraux)
- Mauritanie : la république islamique de Mauritanie est composée de 13 wilayas et 55 moughataa
- Oman : les wilayat sont dans ce pays des subdivisions des mintaqah
- Ouzbékistan : la viloyat (terme ouzbek, pluriel viloyatlar) est la subdivision principale du pays
- Soudan : le pays est formé de 25 wilayat (États) - voir l'article Subdivisions du Soudan
- Tadjikistan : la viloyat (terme tadjik, pluriel viloyatho) est la subdivision principale du pays
- Tunisie : la wilaya (appelée gouvernorat en français) est la subdivision principale du pays - voir l'article Gouvernorat (Tunisie)
- Turkménistan : la welayat (terme turkmène, pluriel welayat) est la subdivision principale du pays
- Turquie : la vilayet (pluriel turc vilayetler) ou valilik est la subdivision du pays, le pays est composé de 81 vilayets qui sont gouvernés par des gouverneurs (vali) - voir l'article provinces de Turquie

### Algérie

#### Pendant la guerre d'Algérie
Pendant la guerre d'indépendance d'Algérie, le FLN et l'ALN, etc., adoptent un système d'organisation composé de six wilayas (civiles et militaires).

#### Après 1962
Après l'indépendance, l'Algérie conserve les 15 anciens départements de l’Algérie française, ils sont redéfinis en tant que collectivités territoriales nommées wilayas. Après plusieurs redécoupages, il en résulte cinquante-huit wilayas en 2019.
La wilaya, prévue par l'article 15 de la Constitution algérienne, est dotée de la personnalité morale et de l'autonomie financière. Elle constitue aussi une circonscription administrative de l'État algérien. Elle est dotée d'une assemblée élue nommée APW (« Assemblée populaire de wilaya ») et est placée sous l'autorité d'un wali (préfet), qui rassemble les pouvoirs de représentant de l'état dans la wilaya, et d'exécutif de l'Assemblée Populaire de Wilaya.
Le numéro porté par chaque wilaya se retrouve sur les plaques minéralogiques ainsi que dans les deux premiers chiffres des codes postaux.
Les subdivisions des wilayas sont nommées daïras (arrondissement, regroupement de communes). Les collectivités territoriales de base de l'état étant les communes.

### Maroc
Au Maroc, le terme « wilaya » correspond à la circonscription déconcentrée qui existe en parallèle de la région (collectivité territoriale). À sa tête, se trouve un wali, nommé par le roi : régions du Maroc.

### Tunisie
Le Gouvernorat désigne une partie du territoire tunisien qui suit l'autorité centrale avec la capitale.
Créé pour rapprocher les services du citoyen, et pour assurer l'efficacité dans la conduite des affaires locales, il est décrit en tant que cercle territorial administratif (lorsqu'il agit au nom de l'État et le gouvernement), et la communauté locale (lorsqu'elle dispose indépendamment de ses affaires régionales et de ses ressources financières).  
Le Gouvernorat est dirigé par un gouverneur chargé de l'autorité de l'État et un représentant du gouvernement, et il assiste, dans l'exercice de ses fonctions agréées, le maire et les agents de l'État.
Représentant un groupe public local, il a un nom et une date de création, il possède des ressources financières propres, et donne à ses résidents une indépendance vis-à-vis de l’autorité administrative centrale de la capitale qui leur permet de gérer leurs affaires locales. 
Le conseil régional gère les affaires du Gouvernorat, le supervise et dispose de ses biens et de ses gains.
Il se compose du gouverneur en tant que président, des membres du Chambre des représentants, des maires des communes (la commune est une subdivision du pays comptant au moins 5000 habitants) et des chefs de conseils de villages de la région (le conseil du village est une division territoriale du pays, dont la population ne dépasse pas 5000 habitants).
Et si le gouverneur est directement subordonné à  autorité ministre de l'intérieur, le conseil régional est indépendant du ministère de l'intérieur et dispose de son propre budget.
Les Gouvernorats de la République Tunisienne sont répartis en 6 régions de développement :
- Nord-Est : 
  - 7 gouvernorats : Bizerte - Tunis - Ariana - Manouba - Ben Arous - Zaghouan - Nabeul
- Nord-Ouest
  - 4 gouvernorats : Jendouba - Béja - Kef - Siliana
- Centre-Est :
  - 4 gouvernorats : Sousse - Monastir - Mahdia - Sfax
- Centre Ouest :
  - 3 gouvernorats : Kairouan - Kasserine - Sidi Bouzid
- Sud-est :
  - 3 gouvernorats : Gabès - Médenine  - Tataouine
- Sud-ouest : 
  - 3 gouvernorats : Gafsa - Tozeur - Kebili

Chacun de ces gouvernorats se décompose en délégations, puis en secteurs (ilama).